# 1154
1154 (MCLIV) var ett normalår som började en fredag i den julianska kalendern.

## Händelser

### Oktober
- 25 oktober – Sedan Stefan av Blois har avlidit i Dover efterträds han som kung av England av sin kusin Matildas son Henrik II i enlighet med det fördrag, som har ingåtts året innan. Därmed uppstiger ätten Plantagenet på Englands tron och kommer att inneha den till 1399. Eftersom Henrik redan styr över stora delar av nuvarande Frankrike och som kung av England snart även får viss makt över Irland grundas därmed det så kallade angevinska riket, som omfattar nuvarande England och Wales, västra Frankrike och delar av Irland.

### December
- 4 december – Sedan Anastasius IV har avlidit dagen innan väljs Nicholas Breakspear till påve och tar namnet Hadrianus IV.

### Okänt datum
- Fredrik I Barbarossa tågar in i Italien

## Födda
- Djingis Khan.
- Gertrud av Sachsen och Bayern.

## Avlidna
- 25 oktober – Stefan av Blois, kung av England sedan 1135.
- 3 december – Anastasius IV, född Corrado Demetri della Suburra, påve sedan 1153.